# Фріц Полак
Фріц Франц Ганс Гуго Полак (нім. Fritz Franz Hans Hugo Polack; 22 жовтня 1892, Гера, Німецька імперія — 6 квітня 1956, Фалмут, Велика Британія) — німецький воєначальник, доктор політичних наук, генерал-лейтенант вермахту. Кавалер Лицарського хреста Залізного хреста.

## Біографія
Син таємного урядового і старшого шкільного радника Пауля Полака і його дружини Терези, уродженої Ріттер. 22 березня 1911 року вступив в армію. Учасник Першої світової війни. 9 квітня 1920 року демобілізований. Вивчав національну економіку в Ерфуртському університеті і отримав докторський ступінь, написавши дисертацію «Фінансові та кредитні потреби німецької промисловості в післявоєнні роки». 1 грудня 1934 року повернувся в армію. З 1938 року — командир 3-го батальйону 29-го артилерійського полку. З 1 лютого 1940 року — командир 5-го дивізіону навчального артилерійського полку, з 24 травня 1941 року — свого полку, з червня 1941 року — 2-го навчального артилерійського полку, з 25 жовтня 1942 року — 140-го танково-артилерійського полку. В грудні 1942 року відправлений в резерв фюрера. З 1 березня 1943 року — командир 29-го артилерійського (моторизованого) полку. З 12 лютого 1944 року — вищий офіцер танкової артилерії ОКГ. З 31 серпня 1944 по 24 квітня 1945 року — командир 29-ї панцергренадерської дивізії. В кінці війни потрапив в полон. В жовтні 1947 року звільнений. Відновив кар'єру професора політичних наук.

## Звання
- Фанен-юнкер (22 березня 1911)
- Лейтенант (18 серпня 1912; патент від 23 серпня 1910)
- Оберлейтенант (27 січня 1916)
- Гауптман (1 грудня 1934)
- Майор (1 березня 1937)
- Оберстлейтенант (1 серпня 1940)
- Оберст (1 лютого 1942)
- Генерал-майор (1 липня 1944)
- Генерал-лейтенант (15 березня 1945)

## Нагороди
- Залізний хрест
  - 2-го класу (5 вересня 1914)
  - 1-го класу (16 листопада 1916)
- Військова медаль (Османська імперія) (серпень 1915)
- Срібна медаль «Ліакат» з шаблями (Османська імперія; 15 вересня 1915)
- Нагрудний знак «За поранення» в чорному (23 серпня 1918)
- Почесний хрест ветерана війни з мечами (18 січня 1935)
- Медаль «За вислугу років у Вермахті»
  - 4-го класу (4 роки; 2 жовтня 1936)
  - 3-го класу (12 років; 1 лютого 1938)
- Застібка до Залізного хреста
  - 2-го класу (25 вересня 1939)
  - 1-го класу (5 грудня 1942)
- Хрест Воєнних заслуг 2-го класу з мечами (1 вересня 1942)
- Лицарський хрест Залізного хреста (27 серпня 1943)
- Нагрудний знак «За участь у загальних штурмових атаках» в сріблі (29 грудня 1943)

30 квітня 1945 року генерал танкових військ Трауготт Герр представив Полака до дубового листя до Лицарського хреста Залізного хреста, але нагороду той не отримав.